# Beged
Beged is een bestuurslaag in het regentschap Bojonegoro van de provincie Oost-Java, Indonesië. Beged telt 2384 inwoners (volkstelling 2010).